# Június 30.
Június 30. az év 181. (szökőévben 182.) napja a Gergely-naptár szerint. Az évből még 184 nap van hátra.
Névnapok: Pál + Apostol, Bese, Emiliána, Március, Pável, Pósa

## Események
- 1409 – a Sanluri csatában I. (Ifjú) Márton szicíliai király az apja I. (Idős) Márton aragón és szárd király nevében mint a még aragón kézen maradt Szardínia kormányzója legyőzte Szardínia szinte egészét birtokló I. (Narbonne-i) Vilmos arboreai királyt. A győzelmet viszont a győztes nem tudta kiaknázni, mert Ifjú Márton király pár héttel később, július 25-én Cagliariban törvényes utódok hátrahagyása nélkül maláriában meghalt.
- 1621 – Bornemissza János erdélyi serege elfoglalja Nagyszombatot.
- 1648 – Szemjon Ivanovics Gyezsnyov orosz kozák elsőként hajózik át a Bering-szoroson.
- 1722 – A magyar országgyűlés elfogadja a Pragmatica sanctio törvényeit, azaz a Habsburg-ház nőági örökösödési jogát. Az erdélyi országgyűlés ugyanezt már 1722. március 30-án elfogadta.
- 1841 – Áthalad az első, Londonból Bristolba tartó szerelvény a Box-alagúton
- 1853 – Teleki Blanka grófnőt tíz évi várfogságra ítélik az osztrákok, magyar szellemű leánynevelés vádjával.
- 1894 – Megnyitják az azóta London egyik jelképévé vált Tower-hidat.
- 1905 – Albert Einstein publikálja „A mozgó testek elektrodinamikájáról” című dolgozatát, melyben bevezeti a speciális relativitáselméletet.
- 1908 – Tunguszkai esemény – A szibériai Köves-Tunguzka folyó mentén egy meteor robbanása, Heves megye nagyságú területen teljesen letarolja az erdőt.
- 1934 – A „Hosszú kések éjszakája” a június 30-ára virradó éjszaka, amikor Hitler leszámol a náci párton belüli ellenzékével és feloszlatja az SA-t. (Nem azonos a Kristályéjszakával, 1938. november 9-10.)
- 1936 – Megjelenik Margaret Mitchell regénye, az Elfújta a szél.
- 1951 – Lezárul a Marshall-terv segélyezési programja.
- 1959 – A Kossuth rádió népszerű sorozata, „A Szabó család” első adása.
- 1960 – A Kongói Demokratikus Köztársaság függetlenné válik Belgiumtól.
- 1962 – A Szovjetunió fellövi tudományos célú mesterséges holdját, a Kozmosz–6-ot.
- 1965 – Hivatalba lép Kállai Gyula miniszterelnök kormánya.
- 1971 – Földetérés közben életét veszti a Szojuz–11 szovjet űrhajó legénysége.
- 1977 – Feloszlik a SEATO (Délkelet-ázsiai Szerződés Szervezete).
- 1990 – Kelet- és Nyugat-Németország egyesíti gazdaságát.
- 1991 – A szovjet hadsereg Magyarországról való kivonulásának hivatalos befejeződése.
- 1997 – 156 éves brit uralom után Hongkong visszatér Kínához. Van külön zászlaja, címere, és elvileg csupán a védelmi és külpolitikai kérdésekben döntenek Pekingben.
- 2002 – Az euró a Európai Pénzügyi Unió (EMU) 11 tagállamában az utolsó nap, amikor még hivatalosan fizethetnek a nemzeti valutákkal.
- 2008 – Megtörténik az ún. sukorói telekcsere.
- 2014 – Megszűnt az első magyar közösségi weboldal, az iWiW.

## Sportesemények
Labdarúgás
- 1954 – A svájci labdarúgó világbajnokságon a magyar aranycsapat 4:2-re megveri a kétszeres világbajnok Uruguayt.

Formula–1
- 1963 –  francia nagydíj, Reims - Győztes: Jim Clark (Lotus Climax)
- 1996 –  francia nagydíj, Magny-Cours - Győztes: Damon Hill  (Williams Renault)
- 2013 –  brit nagydíj, Silverstone Circuit - Győztes: Nico Rosberg  (Mercedes)

## Születések
- 1470 – VIII. Károly francia király († 1498)
- 1722 – Georg Anton Benda cseh zeneszerző, a német melodráma megteremtője († 1795)
- 1748 – Jean-Dominique Cassini francia csillagász († 1845)
- 1791 – Félix Savart francia fizikus, orvos, a Biot–Savart-törvény névadója († 1841)
- 1860 – ifj. Gróf Andrássy Gyula politikus, 1906–1910 között belügyminiszter, 1918-ban a Monarchia utolsó külügyminisztere († 1929)
- 1884 – Szép Ernő magyar író, költő, színműíró († 1953)
- 1884 – Georges Duhamel francia író, költő († 1966)
- 1885 – Hápka Péter ügyvéd, kárpátaljai autonómiapárti magyar politikus, magyarországi országgyűlési képviselő († 1961)
- 1892 – Lajtha László magyar zeneszerző, népzenekutató († 1963)
- 1893 – Walter Ulbricht német kommunista politikus, a Német Szocialista Egységpárt (SED) főtitkára, az NDK államfője († 1973)
- 1898 – Gróf Apponyi György újságíró, politikus, Apponyi Albert fia († 1970)
- 1900 – Szabó Ernő magyar színész, rendező, érdemes és kiváló művész („Hannibál tanár úr”) († 1966)
- 1909 – F. Nagy Imre magyar színész († 1977)
- 1911 – Czesław Miłosz Nobel-díjas lengyel költő († 2004)
- 1912 – Fasang Árpád magyar karnagy († 2001)
- 1912 – Lipták Gábor magyar író, újságíró, kultúrtörténész († 1985)
- 1913 – Vayer Lajos magyar művészettörténész, az MTA tagja († 2001)
- 1917 – Lena Horne amerikai énekes, színésznő, az emberi jogok aktivistája († 2010)
- 1921 – Balthazár Lajos magyar vívó († 1995)
- 1923 – Marcel Loubens francia barlangkutató († 1952)
- 1927 – Karossa Margit magyar színésznő
- 1930 – Muszka Dániel programozó matematikus, a Szegedi katicabogár feltalálója († 2018)
- 1930 – Tüskés Tibor József Attila-díjas író, kritikus, irodalomtörténész, szerkesztő († 2009)
- 1933 – Lea Massari (sz. Anna Maria Massetani) olasz színésznő
- 1941 – Otto Sander német színész, filmszínész († 2013)
- 1942 – Robert Ballard amerikai tengerészparancsnok, óceonográfus, felfedező, ő találta meg az RMS Titanic roncsait
- 1950 – Felkai Anikó magyar manöken, modell, fotómodell, jelmeztervező
- 1956 – Hartmann Teréz magyar színésznő
- 1959 – Vincent D’Onofrio amerikai színész, filmproducer
- 1966 – Mike Tyson amerikai ökölvívó
- 1966 – Marton Csokas (Csókás Márton) új-zélandi színész
- 1975 – Ralf Schumacher német autóversenyző, Formula–1-es pilóta
- 1983 – Tan Ruiwu horvát asztaliteniszező
- 1983 – Cheryl Cole angol énekesnő, televíziós személyiség
- 1985 – Michael Phelps amerikai úszó
- 1989 – Asbel Kiprop kenyai atléta, sprinter

## Halálozások
- 1109 – VI. Alfonz, Kasztília és León királya (* 1040 körül)
- 1455 – I. Teodór leszboszi uralkodó (* ?)
- 1651 – Tuhaj-bej tatár hadvezér (* ?)
- 1817 – Abraham Gottlob Werner német mineralógus és geológus (* 1750)
- 1919 – Lord Rayleigh Nobel-díjas angol fizikus (* 1842)
- 1934 – Gregor Strasser német politikus, NSDAP-pártfunkcionárius (* 1892)
- 1940 – Vályi Lajos magyar ügyvéd, kormányfőtanácsos, országgyűlési képviselő (* 1895)
- 1962 – Laky Dezső statisztikus, gazdaságpolitikus, 1940–1941-ben tárca nélküli miniszter, az MTA tagja (* 1887)
- 1963 – Papp Károly geológus, egyetemi tanár, az MTA lev. tagja (* 1873)
- 1966 – Giuseppe (Nino) Farina olasz autóversenyző (* 1906)
- 1974 – Eddie Johnson amerikai autóversenyző (* 1919)
- 1986 – Lékai László bíboros, prímás, esztergomi érsek (* 1910)
- 1994 – Csapláros István irodalomtörténész, egyetemi tanár, a lengyel–magyar kapcsolatok kiemelkedő kutatója (* 1910)
- 1997 – Benkő Gyula Jászai Mari-díjas magyar színész (* 1918)
- 1997 – Kóka Ferenc Munkácsy Mihály-díjas magyar festő  (* 1934)
- 2005 – Novák Éva versenyúszónő, tizenötszörös magyar bajnok (* 1930)
- 2010 – Herbert Hoffmann német tetoválóművész és fotográfus (* 1919)
- 2011 – Petrovics Emil kétszeres Kossuth-díjas és kétszeres Erkel Ferenc-díjas magyar zeneszerző, érdemes és kiváló művész (* 1930)
- 2015 – Korondi György magyar Liszt Ferenc-díjas operaénekes, érdemes művész (* 1936)
- 2021 – Simon Györgyi erdélyi grafikus (* 1941)

## Nemzeti ünnepek, évfordulók, események
- Kongói Demokratikus Köztársaság: függetlenség napja  (Belgiumtól. 1960)